# Siculiana
Siculiana település Olaszországban, Szicília régióban, Agrigento megyében. Lakosainak száma 4161 fő (2023. január 1.). Siculiana Agrigento, Montallegro és Realmonte községekkel határos.

## Népesség
A település lakossága az elmúlt években az alábbi módon változott:
| Lakosok száma | 4502 | 4471 | 4161 |
|               | 2017 | 2018 | 2023 |